# Либерал (Канзас)
Либерал (англ.  Liberal ) — город и административный центр округа  Сьюард  в штате Канзас США.

## Описание
Административный центр округа Сьюард с 1892 года в юго-западном Канзасе. Расположен недалеко от границы с Оклахомой, к северу от Оклахомского выступа. Основанный в 1888 году, он был так назван, потому что местный землевладелец Л. Э. Кифс был «либералом», разрешив использовать свой колодец во время засухи. Сообщество развивалось вокруг железнодорожной станции, обслуживающей скотоводов. Во время Второй мировой войны армейский аэродром Либерала, ныне муниципальный аэропорт города, служил учебным центром для пилотов бомбардировщиков; около 100 старинных самолетов выставлены в городском Музее авиации Средней Америки. Сейчас город служит торговым центром для зернового и животноводческого района. Расположенный на восточной окраине месторождения природного газа Хьюготон, Либерал зависит от добычи природного газа и нефти, переработки нефти и упаковки мяса. В этом районе находятся газоперекачивающие заводы. Либерал — местонахождение колледжа округа Сьюард (с 1969 г.). Инкорпорирован в 1888 году. Население в 2000 году 19 666, в 2010 году — 20 525 жителей.

## Население
| 2010   | 2020    |
| ------ | ------- |
| 20 525 | ↘19 825 |